# FC Südburgenland
Az FC Südburgenland osztrák női labdarúgócsapat Felsőőrben. Hazai mérkőzéseiket a Sportplatz Olbendorfban rendezik.

## Játékoskeret
2019. november 13-tól
| #  |     | Poszt | Név                    |
| -- | --- | ----- | ---------------------- |
| 1  | AUT | K     | Magdalena Eberhardt    |
| 21 | AUT | K     | Sarah Gärtner-Horvath  |
| 3  | AUT | V     | Annalena Sauhammel     |
| 4  | AUT | V     | Eva Holndonner         |
| 11 | AUT | V     | Jasmin Pelzmann        |
| 13 | SVK | V     | Viktória Kratochvílová |
| 18 | AUT | V     | Hanna Graf             |
| 19 | SVK | V     | Patrícia Gasparovicová |
| 29 | AUT | V     | Kerstin Weber          |
| 2  | AUT | KP    | Susanna Koch-Lefevre   |
| 6  | SVK | KP    | Natália Miniariková    |
| 7  | AUT | KP    | Franziska Thurner      |

| #  |     | Poszt | Név                   |
| -- | --- | ----- | --------------------- |
| 10 | AUT | KP    | Emily Planer          |
| 12 | AUT | KP    | Lisa Strobl           |
| 14 | AUT | KP    | Anna Amtmann          |
| 15 | AUT | KP    | Katja Graf            |
| 16 | AUT | KP    | Nadine Dotter         |
| 21 | AUT | KP    | Isabella Gold         |
|    | AUT | KP    | Marie-Luise Kossits   |
| 5  | AUT | CS    | Linda Popofsits       |
| 8  | AUT | CS    | Jennifer Köppel       |
| 9  | AUT | CS    | Stefanie Koch-Lefevre |
|    | AUT | CS    | Bettina Lukas         |

## Fordítás
- Ez a szócikk részben vagy egészben  a   FC Südburgenland című angol Wikipédia-szócikk fordításán alapul.  Az eredeti cikk szerkesztőit annak laptörténete sorolja fel. Ez a jelzés csupán a megfogalmazás eredetét és a szerzői jogokat jelzi, nem szolgál a cikkben szereplő információk forrásmegjelöléseként.